# E951
För andra betydelser, se E951 (olika betydelser).
E951 eller Europaväg 951 är en europaväg som går mellan Ioánnina och Messolonghi i västra Grekland. Längd 180 km.

## Sträckning
Ioánnina - Arta - Amfilochía - Messolonghi

## Standard
Vägen är landsväg, förutom en kort bit motorväg nära Arta och en bit nära Messolonghi. Man planerar bygga motorväg nästan hela sträckan.

## Anslutningar till andra europavägar
| - E90 - E92 - E853 |  | - E55 - E952 |